# Camamus
Os camamus foram um grupo indígena brasileiro que teria habitado às margens do rio Acaraú, no estado do Ceará. Atualmente extintos.